# 保卫区

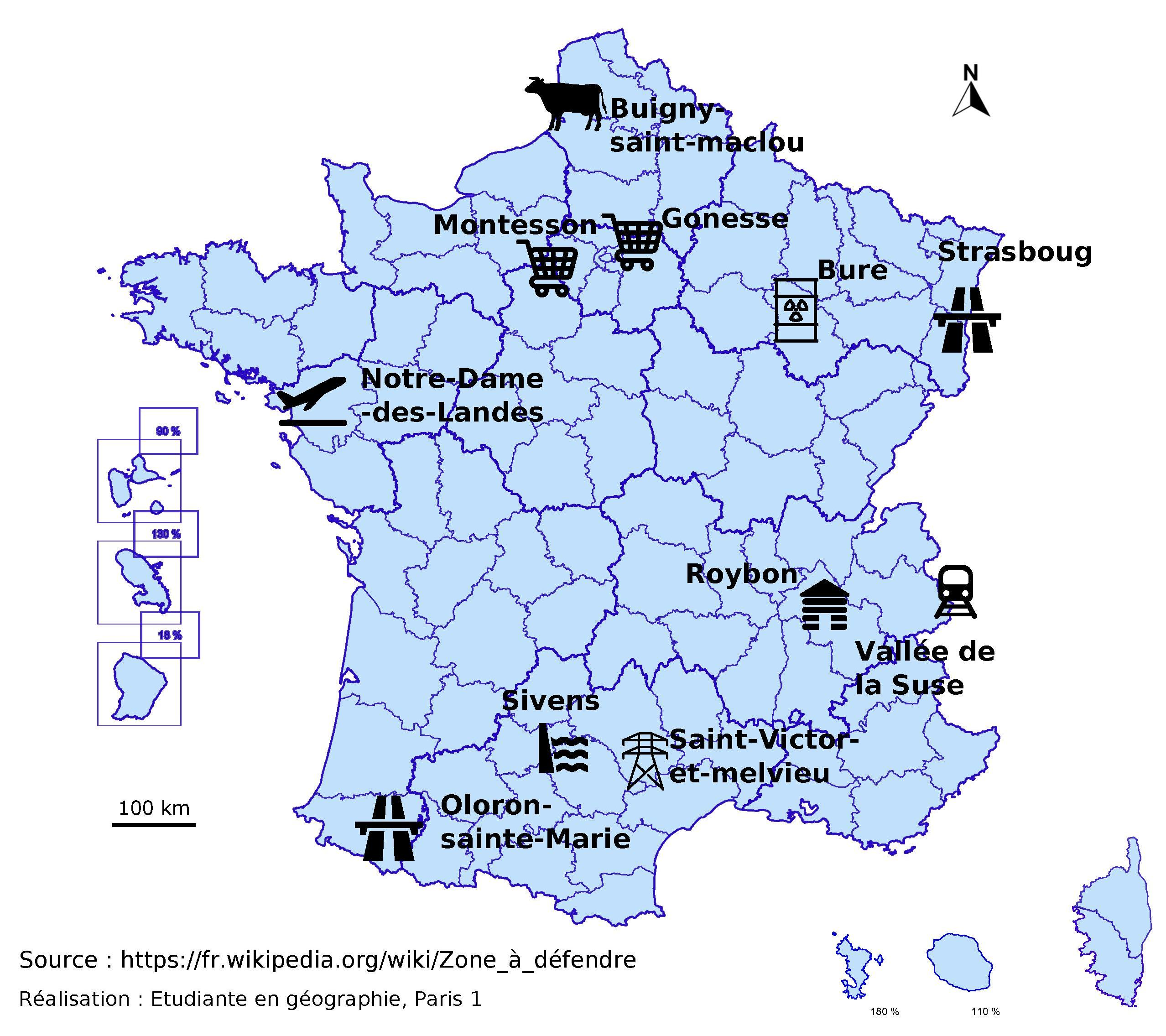
2019年法国“保卫区”分布图

保卫区（缩写为ZAD），又译抵抗区，是一个法语新词，用来指代通过实际行动以阻止开发项目的激进占领行为。“ZAD”这个缩写是对词组“推迟开发区”（zone d'aménagement différé）的戏仿。在具有生态或农业维度的农村地区，保卫区出现的次数更多，但这个名称也用来指代城市地区的占领行为，例如在代西讷-沙尔皮约和鲁昂。
最著名的例子是朗德圣母保卫区，它帮助更广泛的运动击败了大西部机场这一拟建机场项目。“测试仪保卫区”存在于2011年—2015年，其阻止了锡旺斯大坝的建设。被驱逐的众多保卫区曾反对建设變電所、高速公路以及核废料储存设施。阿韦龙省、下莱茵省、杜省、伊泽尔省、大西洋卢瓦尔省、默兹省、滨海塞纳省、塔恩省和伊夫林省都曾有过保卫区。德国的汉巴赫森林占领运动和意大利的“不要TAV”运动都被视为保卫区。科利纳的保卫区是瑞士第一个保卫区。